# Nachtjagdgeschwader 11
Nachtjagdgeschwader 11 (dobesedno slovensko: Nočni-lovski polk 11; kratica NJG 11) je bil nočno-lovski letalski polk (Geschwader) v sestavi nemške Luftwaffe med drugo svetovno vojno.

## Organizacija
- štab
- I. skupina
- II. skupina
- III. skupina